# Ground Control to Psychoelectric Girl
Denpa Onna to Seishun Otoko (яп. 電波女と青春男 Дэмпа Онна то Сэйсюн Отоко) — серия ранобэ Хитомы Ирумы, выходившая с 2009 по 2011 год. Также вышли манга- и аниме-адаптации. Последний, тринадцатый эпизод аниме-адаптации не был показан по ТВ и вышел только на DVD.

## Сюжет
Главный персонаж, Макото Нива переехал из деревни в город к тёте. Насколько ему известно, тётя живет одна и скорее всего будет всё время пропадать на работе, поэтому основную часть времени он будет предоставлен сам себе. Однако выясняется, что вместе с тётей живет странная дочь, о которой не знает никто из родни Макото. Кроме того, сам город, в который он переехал, славится обилием замеченных в нём НЛО.

## Персонажи
Макото Нива (яп. 丹羽真 Нива Макото) — обычный старшеклассник, который переехал из деревни для того, чтобы жить и учиться. Но оказалось, что ему придётся делить своё время с довольно странной соседкой — Това Эрио, своей кузиной. Сэйю — Мию Ирино.
Эрио Това (яп. 藤和エリオ То:ва Эрио) — главная героиня, кузина Макото и его новая соседка. Дочь Мэмэ, отец Элиот. Эрио всюду ходит завернутой в футон с головы до пояса. Утверждает, что является наблюдателем со стороны пришельцев и что сама наполовину пришелец. Стеснительная и замкнутая. Больше всего любит наблюдать за звёздами в телескоп. Хикикомори. Сэйю — Асука Огамэ.
Мэмэ Това (яп. 藤和女々 То:ва Мэмэ) — мать Эрио и тётя Макото. Легкомысленная и беззаботная для своего возраста (40 лет), всегда улыбается и частенько ведёт себя как моэ, копируя разные голоса и движения. Уклоняется от всех вопросов, касающихся Эрио, и делает вид что живёт одна, даже когда дочь сидит за одним с ней столом. Пытается соблазнить Макото. Сэйю — Ай Нонака.
Рюко Мифунэ (яп. 御船流子 Мифунэ Рю:ко). Рост — 150 см. Одноклассница Макото. Влюблена в него. Известна своей жестикуляцией, постоянно размахивает руками и корчит рожицы. Легко смущается и краснеет. Ревнует Макото ко всем женщинам. Сэйю — Эмири Като.
Маэкава (яп. 前川) — одноклассница Макото. Рост — 180 см. Увлекается косплеем. Работает в ресторанчике Мэмэ. Часто гуляет по ночам. Сэйю — Май Футигами.
Ясиро Хосимия (яп. 星宮 社 Хосимия Яхиро) — беловолосая девочка, всюду ходящая в скафандре и утверждающая что обладает паранормальными способностями. Так как Макото относился с недоверием к её словам, она доказала свои способности, призвав на его голову метеорит. Любит пофилософствовать. Гоняется за Эрио. Сэйю — Юка Игути.